# Silvio Andrade
Silvio Ricardo Andrade (nacido en Rosario el 26 de abril de 1969) es un exfutbolista argentino. Jugaba como mediocampista, y su primer club fue Rosario Central. 

## Carrera
Debutó en la primera canalla en 1988, en un encuentro ante Talleres de Córdoba, disputado el 29 de mayo, válido por la 37.ª fecha del Campeonato de Primera División 1987-88 y que finalizó con victoria de Central 1-0. En la Academia se mantuvo durante cinco temporadas, disputando 116 encuentros y marcando 8 goles. En la temporada 1988-89 fue integrante titular del equipo denominado los Carasucias, entrenado por Ángel Tulio Zof y que se encontraba plagado de juveniles como Andrade que tuvieron un gran rendimiento; dejó Rosario Central al finalizar el Torneo Clausura 1993. Luego pasó a Huracán de Parque Patricios, equipo en el que jugó en dos años, un total de 22 encuentros. En 1995 llegó a Jujuy para jugar por Gimnasia. En el Lobo estuvo tres años, tras los cuales se retiró de la actividad profesional.

## Clubes
| Club                        | País      | Año       |
| --------------------------- | --------- | --------- |
| Rosario Central             | Argentina | 1988-1993 |
| Huracán                     | Argentina | 1993-1995 |
| Gimnasia y Esgrima de Jujuy | Argentina | 1995-1998 |